# کیومی آسایی
کیومی آسایی (انگلیسی: Kiyomi Asai; ۱۲ آوریل ۱۹۷۴ – ) صداپیشه، و بازیگر اهل ژاپن بود. وی از سال ۱۹۹۷ میلادی تاکنون مشغول فعالیت بوده‌است.